# 何攀
何攀 （244年—301年），字惠興，蜀郡郫縣（今四川省成都市）人。漢司空汜鄉侯何武弟潁川太守何顯後裔。

## 生平
刺史皇甫晏，稱何攀：「王佐才也。」並任命何攀為主簿。泰始八年（272年），刺史皇甫晏被牙門張弘殺害，誣陷皇甫晏謀反。當時何攀正為母親守喪，於是到梁州上奏章，證明皇甫晏沒有謀反。皇甫晏的冤情得以申雪。
劉禪長子劉璿在鍾會之亂中喪生，應立次子劉瑤為繼承人，但劉禪偏愛六子劉恂，立劉恂為繼承人，文立勸諫，不聽，劉恂襲為安樂公。劉恂驕橫暴虐，梁州、益州的人士都想上表廢黜他，文立阻止他們說：「他只損害了自己的家族，不殃及百姓。」後來劉恂淫亂無道，何攀與上庸太守王崇、涪陵太守張寅作書進諫指責，要他思量文立所言。

### 滅吳之戰
王濬擔任益州刺史，徵召何攀為別駕。王濬謀劃伐吳，派何攀帶奏章到中央口述計謀，詔令第二次接見，令張華與他籌劃討伐事宜。並派他拜訪羊祜，陳述伐吳之策。何攀善於傳達命令，受司馬炎喜愛，任命為郎中，下令讓他參與王濬軍事，當時何攀尚未娶妻，司空裴秀覺得他很有才能，便將女兒嫁給他。
咸寧三年（277年），羊祜安排王濬造船後，奉詔解散屯田兵，大量建造舟艦。何攀建言：「屯田兵不過五六百人，建造船艦並非一朝一夕就能完成，如果人數太少，只怕後面的船尚未造好，前面的船就已經腐爛了。應該要召集各郡士兵湊足萬餘人造船，這樣一來年底前就能完成。」 王濬覺得有理，打算奏報朝廷大舉徵募船工，被何攀勸阻：「朝廷突然聽到要召一萬多名士兵，必然不聽從，不如獨斷獨行。萬一被拒絕了，我們早已經開工，已經無法中止。」聽完何攀的諫言後，王濬決定先斬後奏，由何攀主持造艦工程。於是大艦做成，船身長度大約一百二十步，能容納二千多人，船面以堅木為堡，堡上築有瞭望台，四邊有能夠進出的門，船上能騎馬奔跑。
咸寧五年（279年），王濬上疏說：「孫皓荒淫凶逆，最好趕快討伐他。一旦孫皓去世，吳國換了一位賢明的君王，必將成為我們的強敵。臣造船已經七年，每天都有船因腐爛而毀壞；臣年已七十，離死亡已經不遠了。這三點只要有差錯，伐吳將難以完成。希望陛下不要錯失這次機會。」司馬炎於是決心伐吳。此時安東將軍王渾上表說孫皓打算率軍北上，吳國邊境戒備森嚴。朝廷於是又商議明年再出發。何攀這時正在洛陽，何攀上疏說：「孫皓必然不敢出兵，應當乘著吳國戒備深嚴突然襲擊，如此一來更容易拿下吳國。」中書令張華要何攀住在他家，設了不少難題，何攀都順利解決。何攀又說: 「王濬性情忠義剛烈，接受命令必定會成功，應該加封他的職權。」於是司馬炎下詔升任王濬為平東將軍，督益、梁兩州事務。
太康元年（280年），孫皓後向王濬投降後，王渾卻因為王濬不等他到就先接受孫皓投降而不悅，甚至想要攻打王濬。何攀勸王濬將孫皓交給王渾，自此化解矛盾。吳國被平定後，何攀被封關內侯。王濬入拜輔國將軍，何攀則為司馬。何攀上《論時務》五篇，被任命為滎陽令。
何攀任廷尉平時，廷尉諸葛沖因何攀是蜀中人士而輕視他，直到共同審理疑難案件，諸葛沖才開始佩服他。

### 楊駿秉政
永熙元年（290年），晉惠帝司馬衷即位，太傅楊駿輔政，楊駿想效仿魏明帝即位時的先例，多數親屬，厚封賞，來討好眾人。時任散騎侍郎的何攀與散騎常侍石崇一起上奏給惠帝認說：“陛下正式立為太子有二十多年，道化宣流，萬國歸心。現今繼承宏業，是天意所授。但賞賜封爵比武帝泰始革命初期的將領們還豐厚，這是第一點令人不安；今日施加恩澤的封賞，高於滅吳功臣，這是第二點令人不安；今日封賞的爵位和制度，會傳於後世，如果沒有差別，有爵位就晉升，那幾代以後，就沒有人不是公侯了，這是第三點令人不安，即便不能遵循以前的典制，也應依我朝舊制。”但他們的意見沒有被採納。

### 帝室政衰
永平元年（291年），賈南風設計讓晉惠帝下詔書，宣稱楊駿謀反，洛陽全城戒嚴，令楚王司馬瑋領軍保衛皇宮，圍攻楊駿府第。太傅主簿朱振勸楊駿燒雲龍門，斬賊首，開萬春門，引兵擁太子入宮。楊駿膽小懦弱，事件發生時謀而不決，不願讓魏明帝功業被燒毀，最終逃到府中馬廄，結果被殺。其三族也被誅滅，株連而死的共有數千人，至此楊駿政治勢力被消滅。何攀當時被任命為翊軍校尉，領熊渠兵，因參與謀劃除掉楊駿有功勞，被封為西城侯，一作西城公，封賞食邑一萬戶，絲絹一萬匹，弟弟何逢被封為平卿侯，哥哥的兒子何逵被封為關中侯。何攀堅決推辭，讓出食邑和絲絹各半，剩餘分給親戚，沒留給自己。
帝室政衰，多害忠直。諸王迭起，好結黨徒。朝廷徵用何攀為東羌校尉。任東羌校尉時舉薦李流為東羌督。西方外族侵略邊境，何攀派遣長史楊威前往征討，楊威違背何攀指令，因而失利。徵還，領越騎校尉。武庫發生火災，百姓官員皆救火。何攀領兵保衛皇宮。獲得賞賜絹五百匹。後任揚州刺史，在位三年，升任大司農。後改任兗州刺史，加封鷹揚將軍，何攀堅決不就職。太常成粲、左將軍卞粹勸他就職，何攀卻聲稱自己有病而不接受。直到司馬倫篡位，派人召見何攀，何攀卻真的已經病重。司馬倫發怒，想要殺他，何攀不得已而帶病應詔。在洛陽去世。時年五十八，華陽國志則是享年五十七。謚曰桓公。

## 性格
何攀居心平允，為官時嚴肅，喜愛鑑賞人物，敦儒愛才。任梁州、益州中正時，引薦被埋沒的人才。巴西陳壽、閻乂、費立都是西州的名士，被鄉里誹謗，評議了十多年。何攀明辨曲直，洗刷了他們的冤屈。何攀雖然身居要職，家中卻很清貧，寒素，沒有侍妾也沒有擅長歌舞的女藝人，只把幫助困苦的人當作重要的事。

## 親屬

### 父
- 何包，字休楊，蜀漢時期曾被察舉茂才、孝廉。[22]

### 弟
- 何逢，西晉平卿侯。

### 子
- 何璋，有其父風。[23]

## 評價
- 皇甫晏：王佐才也。
- 《晉書》：攀申明曲直，咸免冤濫。攀雖居顯職，家甚貧素，無妾媵伎樂，惟以周窮濟乏為事。
- 司馬衷：攀受命奮討，兇逆速殄，忠烈果毅，朕甚嘉焉。《封何攀為西城公策》
- 《華陽國志》：司農運籌，思侔良、平。

## 延伸阅读
[在维基数据编辑]
 《晉書/卷045》，出自房玄齡《晉書》

## 資料來源
1. ↑  《華陽國志·卷十一》：何攀，字惠興，蜀郡郫人，漢司空汜鄉侯武弟潁川太守顯後也。
2. ↑  《華陽國志·卷十一》：刺史皇甫晏，稱攀：「王佐才也。」以為主簿。
3. ↑  《晉書·何攀傳》：刺史皇甫晏為牙門張弘所害，誣以大逆。時攀適丁母喪，遂詣梁州拜表，證晏不反。故晏冤理得申。
4. ↑  《華陽國志·卷十一》：安樂思公世子早沒，次子宜嗣，而思公立所愛者，文立諫之，不納。及愛子立，驕暴。二州人士皆欲表廢。立止之曰：「彼自暴其一門，不及百姓。當以先公故得爾也。」後安樂公淫亂無道，何攀與上庸太守王崇、涪陵太守張寅為書諫責，稱：「當思立言。」
5. ↑  《華陽國志·卷十一》：詔以濬為龍驤將軍，除攀郎中，參濬軍事。攀頻奉使詣洛，時未婚，司空裴公奇其才，以女妻之。
6. ↑  《晉書·何攀傳》：王濬為益州，辟為別駕。濬謀伐吳，遣攀奉表詣台，口陳事機，詔再引見，乃令張華與攀籌量進時討之宜。濬兼遣攀過羊祜，面陳伐吳之策。攀善於將命，帝善之，詔攀參濬軍事。
7. ↑  《資治通鑑·卷七十九》：詔濬罷屯田兵，大作舟艦。別駕何攀以為「屯田兵不過五六百人，作船不能猝辦，後者未成，前者已腐。宜召諸郡兵合萬餘人造之，歲終可成。」濬欲先上須報，攀曰：「朝廷猝聞召萬兵，必不聽；不如輒召，設當見卻，功夫已成，勢不得止。」濬從之，令攀典造舟艦器仗。於是作大艦，長百二十步，受二千餘人，以木為城，起樓櫓，開四出門，其上皆得馳馬往來。
8. ↑  《資治通鑑·卷八十》：益州刺史王濬上疏曰：「孫皓荒淫凶逆，宜速征伐，若一旦皓死，更立賢主，則強敵也；臣作船七年，日有朽敗；臣年七十，死亡無日。三者一乖，則難圖也。誠願陛下無失事機。」帝於是決意伐吳。會安東將軍王渾表孫皓欲北上，邊戍皆戒嚴，朝廷乃更議明年出師。王濬參軍何攀奉使在洛，上疏稱：「皓必不敢出，宜因戒嚴，掩取其易。」
9. ↑  《華陽國志·卷十一》：五年秋，攀使在洛。安東將軍王渾表孫皓欲北上，邊戍警戒。朝議征，卻須六年。攀上疏：「策皓必不敢出。宜因今戒嚴掩取，甚易。」中書令張華命宿下舍，設諸難，攀皆通之。又〔言〕：「濬性在忠烈，受命必果，宜重其位號。」詔書遷濬平東將軍，督二州事。
10. ↑  《晉書·何攀傳》：王濬為益州，闢為別駕。濬謀伐吳，遣攀奉表詣台，口陳事機，詔再引見，乃令張華與攀籌量進時討之宜。濬兼遣攀過羊祜，面陳伐吳之策。攀善於將命，帝善之，詔攀參濬軍事。及孫皓降於濬，而王渾恚於後機，欲攻濬。攀勸濬送皓與渾，由是事解。
11. ↑  《晉書·何攀傳》：除廷尉平，時廷尉卿諸葛衝以攀蜀士，輕之，及共斷疑獄，衝始嘆服。
12. ↑  《資治通鑑/卷082》：散騎常侍石崇、散騎侍郎何攀共上奏
13. ↑  《晉書·卷三十三》：元康初，楊駿輔政，大開封賞，多樹黨援。崇與散騎郎蜀郡何攀共立議，奏於惠帝曰：“陛下聖德光被，皇靈啟祚，正位東宮，二十餘年，道化宣流，萬國歸心。今承洪基，此乃天授。至於班賞行爵，優於泰始革命之初。不安一也。吳會僭逆，幾於百年，邊境被其荼毒，朝廷為之旰食。先帝決獨斷之聰，奮神武之略，盪滅逋寇，易於摧枯。然謀臣猛將，猶有致思竭力之效。而今恩澤之封，優於滅吳之功。不安二也。上天眷祐，實在大晉，卜世之數，未知其紀。今之開制，當垂於後。若尊卑無差，有爵必進，數世之後，莫非公侯。不安三也。臣等敢冒陳聞。竊謂泰始之初，及平吳論功，制度名牒，皆悉具存。縱不能遠遵古典，尚當依準舊事。”書奏，弗納。
14. ↑  《晉書·卷四十》：太傅主簿朱振說駿曰：「今內有變，其趣可知，必是閹豎為賈後設謀，不利於公。宜燒雲龍門以示威，索造事都首，開萬春門，引東宮及外營兵，公自擁翼皇太子，入宮取奸人。殿內震懼，必斬送之，可以免難。」駿素怯懦，不決，乃曰：「魏明帝造此大功，奈何燒之！」
15. ↑  《華陽國志·卷十一》：太傅楊駿謀逆，請眾官。攀與侍中傅祗、侍郎王愷等往。惠帝從楚王瑋、殿中中郎孟觀策，戒嚴，誅駿。駿外已匆匆，攀與祗踰牆，得出侍天子。天子以為翊軍校尉，領熊渠兵，一戰斬駿，社稷用安。封西城公，邑萬戶。
16. ↑  《晉書·何攀傳》：以豫誅駿功，封西城侯，邑萬戶，賜絹萬匹，弟逢平卿侯，兄子逵關中侯。攀固讓所封戶及絹之半，餘所受者分給中外宗親，略不入己。
17. ↑  《晉書·李流傳》：東羌校尉何攀稱流有賁育之勇，舉為東羌督。
18. ↑  《華陽國志·卷十一》：西虜寇邊，遣長史楊威討之，違攀指授，失利。徵還，領越騎校尉。武庫災，百官皆赴火。攀獨以兵衛宮。復賞絹五百匹。
19. ↑  《晉書·何攀傳》：遷翊軍校尉，頃之，出為東羌校尉。征為揚州刺史，在任三年，遷大司農。轉兗州刺史，加鷹揚將軍，固讓不就。太常成粲、左將軍卞粹勸攀涖職，中詔又加切厲，攀竟稱疾不起。及趙王倫篡位，遣使召攀，更稱疾篤。倫怒，將誅之，攀不得已，扶疾赴召。卒於洛陽，時年五十八。
20. ↑  《華陽國志·卷十一》：天子愍悼，追贈司農〈疑當作空，說在註。〉印綬，謚曰桓公。
21. ↑  《晉書·何攀傳》：攀居心平允，蒞官整肅，愛樂人物，敦儒貴才。為梁、益二州中正，引致遺滯。巴西陳壽、閻乂、犍為費立皆西州名士，並被鄉閭所謗，清議十餘年。攀申明曲直，咸免冤濫。攀雖居顯職，家甚貧素，無妾媵伎樂，惟以周窮濟乏為事。
22. ↑  《華陽國志·卷十一》：父包，字休楊，察舉秀、孝，皆不行
23. ↑  《晉書·何攀傳》：子璋嗣，亦有父風。